# Savage Progress
Savage Progress war ein britisches Musikprojekt, das zwischen 1982 und 1985 aktiv war. Mit dem Lied My Soul Unwraps Tonight gelang ihm im deutschsprachigen Raum ein Charterfolg.

## Geschichte
Der Brite Rik Kenton, der zuvor bei der britischen Rockband Roxy Music Bass spielte, suchte sich ab Anfang 1982 für seine neue Band, die er „Savage Progress“ nannte, weitere Mitglieder. Die in Zimbabwe geborene Sängerin Glynnis Thomas gab für Savage Progress die erfolglose Reggae Band mit ihrer Schwester auf. Schlagzeuger Andrew Edge war zuvor Mitglied der Thompson Twins.
Im Sommer 1984 gelang Savage Progress mit My Soul Unwraps Tonight im deutschsprachigen Raum ein Charterfolg. 1984 erschien ihr Debütalbum 1984 Celebration, das sich in Deutschland auf Platz 56 platzierte. Die Gruppe ging mit der Into the Gap-Tour um die Welt. Nach der Tour verabschiedete sich die Sängerin Glynnis Thomas um unter dem Namen Urtema Dolphin im Bereich der traditionellen afrikanischen Medizin zu arbeiten. Rik Kenton löste die Band daraufhin auf.

## Zusammensetzung
- Glynnis Thomas (Gesang)
- Rik Kenton (Bass)
- Ned Morant (Perkussion)
- Carol Isaacs (Keyboard)
- Andrew Edge (Schlagzeug)

## Diskografie

### Studioalben
| Jahr | Titel Musiklabel       | Höchstplatzierung, Gesamtwochen, AuszeichnungChartplatzierungen (Jahr, Titel, Musiklabel, Platzierungen, Wochen, Auszeichnungen, Anmerkungen) | Höchstplatzierung, Gesamtwochen, AuszeichnungChartplatzierungen (Jahr, Titel, Musiklabel, Platzierungen, Wochen, Auszeichnungen, Anmerkungen) | Höchstplatzierung, Gesamtwochen, AuszeichnungChartplatzierungen (Jahr, Titel, Musiklabel, Platzierungen, Wochen, Auszeichnungen, Anmerkungen) | Anmerkungen                |
| Jahr | Titel Musiklabel       | DE | AT | CH | Anmerkungen                |
| ---- | ---------------------- | --- | --- | --- | -------------------------- |
| 1984 | Celebration 10 Records | DE56 (3 Wo.)DE | — | — | Erstveröffentlichung: 1984 |

### Singles
| Jahr | Titel Album                         | Höchstplatzierung, Gesamtwochen, AuszeichnungChartplatzierungen (Jahr, Titel, Album, Platzierungen, Wochen, Auszeichnungen, Anmerkungen) | Höchstplatzierung, Gesamtwochen, AuszeichnungChartplatzierungen (Jahr, Titel, Album, Platzierungen, Wochen, Auszeichnungen, Anmerkungen) | Höchstplatzierung, Gesamtwochen, AuszeichnungChartplatzierungen (Jahr, Titel, Album, Platzierungen, Wochen, Auszeichnungen, Anmerkungen) | Anmerkungen                    |
| Jahr | Titel Album                         | DE | AT | CH | Anmerkungen                    |
| ---- | ----------------------------------- | --- | --- | --- | ------------------------------ |
| 1984 | My Soul Unwraps Tonight Celebration | DE14 (20 Wo.)DE | AT14 (6 Wo.)AT | CH18 (9 Wo.)CH | Erstveröffentlichung: Mai 1984 |